# Ferran Guallar
 (août 2025).
Ferran Guallar est un écrivain et scénariste né à Barcelone en 1968. Avant de se consacrer à la littérature, il était un activiste et un défenseur de la conservation, ayant pris en charge la création et le développement de programmes de conservation de la nature et d'éducation environnementale, principalement en Afrique. Cette expérience a eu une influence claire et notable sur son premier ouvrage littéraire,.

## Activisme et conservation
Ferran Guallar a été un conservateur notable qui a occupé le poste de président de l'Institut Jane Goodall en Espagne, en Europe et en Afrique de l'Ouest, au Sénégal,. Guallar a été le créateur du Programme de Conservation du Chimpanzé d'Afrique de l'Ouest et a établi deux aires protégées dans cette sous-région africaine: la Réserve Communautaire de Dindefelo  et la Réserve de Goumbambere, qui est située à proximité de la première. Il a également impulsé le programme d'éducation environnementale BioDiverCiudad, en collaboration avec la Fundación Biodiversidad et d'autres entités telles que la Fundación Banesto.

## Étape littéraire
Outre son travail dans la conservation, Ferran Guallar est connu pour son travail en tant qu'écrivain et professeur d'écriture créative. Il a écrit le roman La parte salvaje, publié en catalan par la maison d'édition Empúries en 2022, et en espagnol par Editorial Navona (La parte salvaje),,. L'édition française sera publiée en 2024.

## Œuvres

### Littérature
- La part salvatge, publié par Editorial Empúries.
- La parte salvaje, publié par Editorial Navona.
- L'édition française sera publiée en 2024.

### Publications scientifiques
- Perspectives on Sustainable Resource Conservation in Community Nature Reserves: A Case Study from Senegal[11]. Étude publiée en 2015 mettant en évidence l'importance de la conservation durable des ressources dans les réserves naturelles communautaires, comme celle de Dindéfélo à Kédougou, au Sénégal.
- First record of Johnston's Genet Genetta johnstoni for Senegal[12]. Étude publiée en 2013 où Guallar et ses coauteurs ont documenté pour la première fois la présence de l'espèce vulnérable Genetta johnstoni dans la Réserve Naturelle de Dindefelo au Sénégal. Cette découverte suggère que l'espèce peut habiter certains mosaïques de forêts et de savanes.